# August Joseph von Bönninghausen
August Joseph Oskar Anton von Bönninghausen (* 20. August 1841 in Coesfeld; † 3. Mai 1912 in Bonn) war ein deutscher Arzt und Kommunalpolitiker.

## Leben und Wirken
August von Bönninghausen wurde als Sohn der Eheleute Clemens August Franz von Bönninghausen und Clara Agnes Henrica Rothmann geboren und wuchs mit einer Schwester und drei Brüdern, darunter Julius (Mitglied des preußischen Abgeordnetenhauses), auf.
Nach dem Medizinstudium ließ er sich 1865 in Bocholt als Arzt nieder und wurde im Laufe der Zeit als „Unsen olden Raot“ bekannt. Er half nicht nur mit Arzneien und Rezepten, sondern gab durch seine menschliche Wärme vielen Trost und Hilfe, manchmal auch ohne dafür eine Rechnung auszustellen. In den Kriegen 1864, 1866 und 1870/1871 hatte er mehrere Auszeichnungen erworben.
In Anerkennung seiner Verdienste verlieh ihm der Oberpräsident der Provinz Westfalen den Titel Sanitätsrat.
In der Stadtverordnetenversammlung Bocholt vertrat er in den Jahren 1892 bis 1909 die nationalliberale Richtung.
Die Stadt Bocholt hat am 10. Oktober 1961 den „Bönninghausenweg“ nach ihm benannt.
Sein Sohn Hermann war Teilnehmer an den Olympischen Spielen 1908 und 1912.